# Jaculina dichotoma
Jaculina dichotoma är en mossdjursart som beskrevs av Calvet 1931. Jaculina dichotoma ingår i släktet Jaculina och familjen Jaculinidae. Inga underarter finns listade i Catalogue of Life.